# Ернест Ван Пелт
Ернест Едвін Ван Пелт (англ. Ernest Van Pelt; 31 березня 1883 — 1 липня 1961) — американський кіноактор, відомий своєю участю у фільмах Чарлі Чапліна і Брончо Біллі Андерсона.

## Біографія
Народився 31 березня 1883 року у Канзасі, США.
Був актором та асистентом режисера на кіностудії «Essanay». У період з 1914 по 1935 рік зіграв у 44 фільмах, у тому числі у п'яти фільмах Чарлі Чапліна, а також низці фільмів Брончо Біллі Андерсона та Роя Клементса. Амплуа Ернеста Ван Пелта — переважно нейтральні персонажі чи дворяни, рідше — люди з народу.
З 1925 по 1926 рік займався кінопродюсуванням, разом з Алем Вілсон створив продюсерську кіностудію «Van Pelt-Wilson Productions», яка випустила всього два фільми. У 1927 році як режисер поставив фільм «Мстинні фанати» (англ. Avenging Fans).
Помер 1 липня 1961 року у Лос-Анджелесі, штат Каліфорнія, США.

## Вибрана фільмографія
- 1915 — Чемпіон — Спайк Дюган, боксер
- 1915 — В парку — продавець сосисок
- 1915 — Втеча в автомобілі — батько Едні
- 1915 — Бродяга — фермер
- 1915 — Біля моря — поліцейський